# Pi d'Aquari
Pi d'Aquari (π Aquarii) és una estrella a la constel·lació d'Aquari.
Pi d'Aquari és una nana de la seqüència principal blanca-blava del tipus B de la magnitud aparent +4,66. Està aproximadament a 1.100 anys llum de la Terra. Està classificada com a estrella variable del tipus Gamma Cassiopeiae i el seu esclat varia des de la magnitud +4,42 fins a +4,70.